# 拉塞加拉西耶尔
拉塞加拉西耶尔（法語：La Ségalassière，法語發音：[la seɡalasjɛʁ]）是法国康塔尔省的一个市镇，属于欧里亚克区。

## 地理
拉塞加拉西耶尔（44°53'34"N, 2°12'30"E）面积6.57 平方千米，位于法国奥弗涅-罗讷-阿尔卑斯大区康塔爾省，该省份为法国中南部省份，位于法國中央高原中心，北起科雷兹省、上盧瓦爾省和多姆山省，西接洛特省和科雷兹省，南至阿韦龙省和洛特省，东临上盧瓦爾省和洛泽尔省。
与拉塞加拉西耶尔接壤的市镇（或旧市镇、城区）包括：格莱纳、鲁梅古、勒鲁热-佩尔斯。

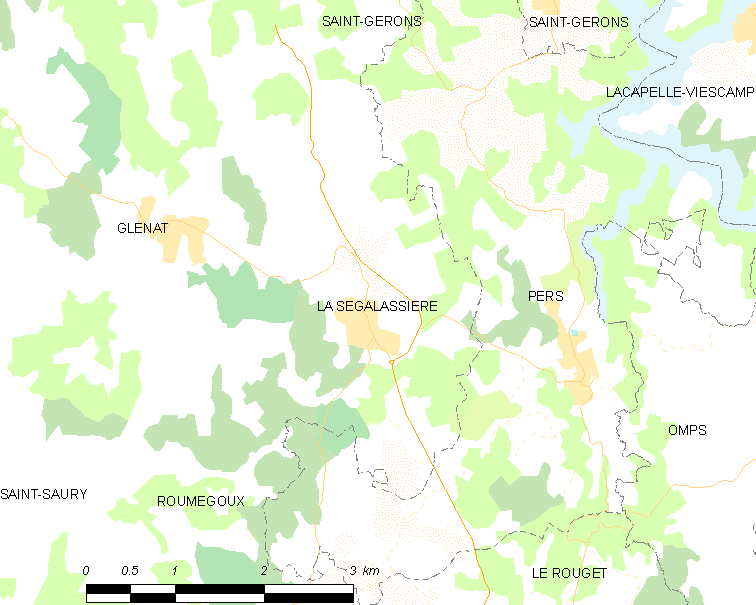
拉塞加拉西耶尔的OSM定位图

拉塞加拉西耶尔的时区为UTC+01:00、UTC+02:00（夏令时）。

## 行政
拉塞加拉西耶尔的邮政编码为15290，INSEE市镇编码为15224。

## 政治
拉塞加拉西耶尔所属的省级选区为圣保罗德朗德县。

## 人口

1962-2008年间拉塞加拉西耶尔人口变化图示

拉塞加拉西耶尔于2022年1月1日时的人口数量为123人。